# لری کاربری
لری کاربری (انگلیسی: Larry Carberry; ۱۸ ژانویهٔ ۱۹۳۶ – ۲۶ ژوئن ۲۰۱۵) بازیکن فوتبال اهل بریتانیا بود.
از باشگاه‌هایی که در آن بازی کرده‌است می‌توان به باشگاه فوتبال بارسکو، باشگاه فوتبال ایپسویچ تاون، و باشگاه فوتبال بارو اشاره کرد.